# Jens Baganz

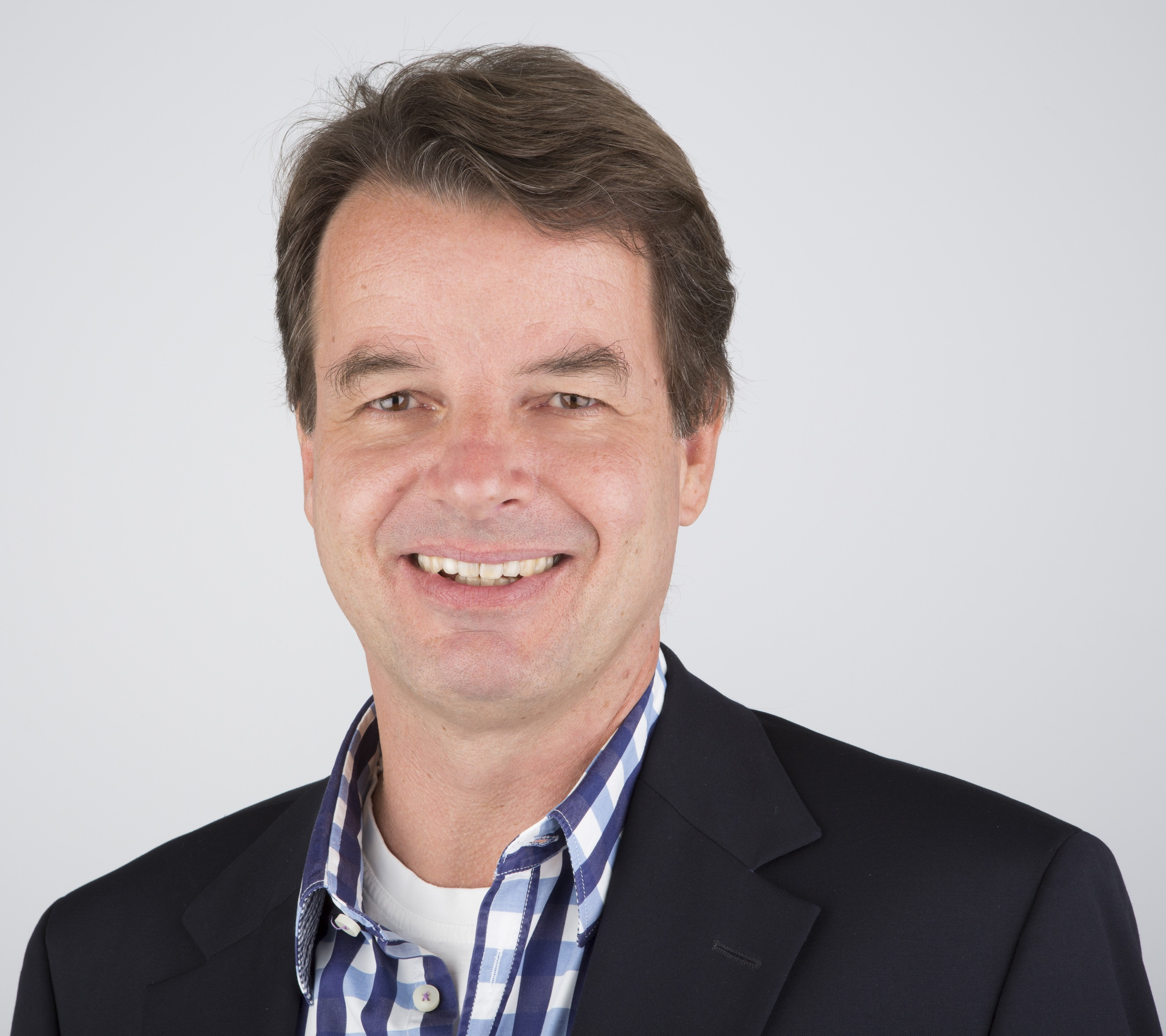
Jens Baganz, 2013

Jens Eugen Baganz (* 29. Mai 1961 in Heidelberg) ist ein deutscher Politiker und politischer Beamter (Die Grünen, bis 2018 CDU). Er war von 1999 bis 2002 Oberbürgermeister der Stadt Mülheim an der Ruhr und von 2005 bis 2010 Staatssekretär im Ministerium für Wirtschaft, Mittelstand und Energie des Landes Nordrhein-Westfalen. Seit 2012 ist er Vorsitzender des Vereins „We are Europe! e. V.“. 2018 trat Baganz u. a. wegen der ausbleibenden deutschen Antwort auf die Europa-Vorschläge des französischen Präsidenten Emmanuel Macron und des maroden Zustands der Bundeswehr aus der CDU aus. 2022 trat er Bündnis 90/Die Grünen bei.

## Ausbildung und Beruf
Baganz wurde 1967 in Mülheim an der Ruhr eingeschult. Sein Abitur machte er 1980 an der Otto-Pankok-Schule. Danach studierte er Rechtswissenschaften an den Universitäten Würzburg und Bonn. Während des Studiums wurde er Mitglied des Corps Moenania Würzburg, einer pflichtschlagenden Studentenverbindung, aus welcher er im Dezember 2024 wieder austrat. Das Studium schloss Baganz 1986 mit dem ersten juristischen Staatsexamen ab. Darauf folgte sein Wehrdienst, den er nach der Grundausbildung als Rechtsberater des Stellvertreters des Generalinspekteurs der Bundeswehr im Bonner Verteidigungsministerium ableistete, wobei er den damaligen Verteidigungsminister Manfred Wörner kennenlernte. Ab dem Jahr 1987 war er Rechtsreferendar am Landgericht Bonn. Sein zweites juristisches Staatsexamen legte er 1990 ab und von 1991 bis 1995 war er als Justiziar bei der Stinnes AG in Mülheim tätig. 1994 wurde er an der Ruhr-Universität Bochum zum Dr. jur. promoviert. Von 1996 bis 1999 bekleidete er die Position des Leiters der Abteilung Konzernpersonalpolitik der VEBA AG (heute E.ON AG) in Düsseldorf.

## Kommunalpolitik
1987 trat Baganz in die CDU ein. 1999 wurde er zum ersten hauptamtlichen Oberbürgermeister der Stadt Mülheim an der Ruhr gewählt. In seiner Amtszeit fasste der Rat der Stadt Mülheim an der Ruhr auf seinen Vorschlag folgende Beschlüsse:
- Verkauf von 49 % der städtischen Müllentsorgung und Stadtreinigung an die Trienekens AG, Viersen (Ratsbeschluss vom 15. Juni 2000)[2]
- Verkauf von bis zu 36,67 % der städtischen Anteile an der RWW Rheinisch-Westfälische Wasserwerksgesellschaft GmbH an die RWE Aqua GmbH (Ratsbeschluss vom 14. März 2002)[2]
- Umwandlung der städtischen Wirtschaftsförderung in die Mülheim & Business GmbH (Ratsbeschluss vom 7. September 2000)[2]
- Gründung der Mülheimer Stadtmarketing und Tourismus GmbH (MST) (Ratsbeschluss vom 1. Februar 2001)[2]
- Gründung der Mülheimer Verkehrsgesellschaft mbH (MVG) (Ratsbeschluss vom 4. Juli 2002)[2]
- Beteiligung der Stadt an dem auf Initiative von Baganz gegründeten Centrum für bürgerschaftliches Engagement (Ratsbeschluss vom 26. April 2001)[2]

Ferner gründete sich auf Baganz’ Initiative die Bürgerstiftung Mülheim an der Ruhr.
Baganz trat am 22. November 2002 aus privaten Gründen als Oberbürgermeister zurück. Zuvor war bekannt geworden, dass er intensive private Kontakte zu jener Rechtsanwältin unterhielt, die zuvor im Auftrag der Stadt Mülheim an der Ruhr das Gutachten über den Verkaufspreis der RWW-Anteile verantwortet hatte.
Baganz ist Stadtbezirksgruppensprecher für die Grünen im Bezirk 5 in Düsseldorf.

## Beteiligungen
Nach seinem Rückzug aus der Kommunalpolitik gründete Jens Baganz gemeinsam mit der Wirtschaftsprüfungs- und Steuerberatungsgesellschaft BPG AG die Econopolis GmbH in Düsseldorf. Zweck der Gesellschaft war es, Beratungs- und Projektsteuerungsaufgaben für den gesamten öffentlichen Sektor zu erbringen. Kurz vor seiner Ernennung zum Staatssekretär verkaufte Baganz seine Econopolis-Anteile zu einem symbolischen Wert von einem Euro an die BPG.
Wenige Monate später erhielt die BPG ohne Ausschreibung einen Vertrag als politische Beraterin in den Kohlegesprächen der Landesregierung mit der RAG Aktiengesellschaft zu deren Börsengang. Die Entscheidung über diesen Vertrag mit einem Volumen von 60.000 € wurde in der freien Vergabe von Baganz getroffen. Wirtschaftsministerin Christa Thoben kündigte diese Verträge, nachdem die Verflechtungen der BPG mit Baganz bekannt geworden waren.

## Landespolitik
Vom 30. Juni 2005 bis zur Ablösung der Regierung Rüttgers durch die Regierung Kraft im Juli 2010 war Baganz Staatssekretär in dem von Christa Thoben (CDU) geführten Wirtschaftsministerium.
Baganz war während seiner politischen Laufbahn unter anderem Mitglied in folgenden Gremien:
- Aufsichtsrat der RWE Power AG
- Verwaltungsrat der Sparkasse Mülheim an der Ruhr
- Aufsichtsrat der RWW Rheinisch-Westfälischen Wasserwerksgesellschaft
- Beirat der Bundesnetzagentur
- Aufsichtsrat der IKB Deutsche Industriebank AG
- Aufsichtsrat der Duisburger Hafen AG
- Aufsichtsrat der NRW Invest GmbH
- Aufsichtsrat der GM Europe Trust GmbH & Co. KG[7]
- Aufsichtsrat der Messe Düsseldorf GmbH

Im Jahresbericht 2009 des NRW-Wirtschaftsministeriums schlug Baganz vor, das „forcierte Forschen, Entwickeln und Fördern im Bereich der ‚Globalen Überlebenstechnologien‘“ zur industriellen Leitidee des Landes zu erklären.

## We are Europe! e. V.
Seit 2012 ist Baganz Vorsitzender des gemeinnützigen Vereins „We are Europe“.

## Veröffentlichungen
- Der Rechtsberater in der Bundeswehr. Dissertation, Universität Bochum, 1994; Duncker und Humblot, Berlin 1995, ISBN 3-428-08191-9
- Über Kessel und Feuerstellen – Gedanken und Skizzen zu einem Bauplan für den Regionalen Wirtschaftsraum Nordrhein-Westfalen im 21. Jahrhundert, Wirtschaft in Nordrhein-Westfalen 2009, online (Memento vom 4. März 2016 im Internet Archive)(PDF; 3,2 MB)